# Droga krajowa nr 9 (Szwecja)
Droga krajowa nr 9 (szw. Riksväg 9) – jedna z dróg krajowych znajdujących się na obszarze Szwecji, o długości 140 km. Łączy Trelleborg z Kristianstad, biegnąc na południu regionu Skania. Jest to jedyna droga krajowa mająca jednocyfrowe oznaczenie. Dawniej szlak posiadał oznaczenie nr 10, jednakże w 1992 Krajowa Administracja Dróg w trakcie zmiany numeracji tras europejskich nadała nowe oznaczenie drogom krajowym mającym wspólny numer z drogami europejskimi – w tym przypadku z trasą E10.